# Ligue de la CONCACAF
La Ligue de la CONCACAF est une compétition de football organisée par la CONCACAF et réunissant des clubs d'Amérique du Nord, d'Amérique centrale, et des Caraïbes.
Le vainqueur de la compétition est qualifié pour la Ligue des champions de la CONCACAF, qui oppose les meilleures équipes de la confédération.

## Histoire
Le 23 janvier 2017, la CONCACAF annonce qu'elle a décidé de changer le format des compétitions continentales par rapport aux éditions précédentes. La Ligue des champions de la CONCACAF est divisée en deux, les meilleures équipes étant directement qualifié pour celle-ci qui a lieu en deuxième moitié de saison et les autres équipes étant qualifiées pour la Ligue de la CONCACAF qui a lieu en première moitié de saison et dont le vainqueur se qualifie pour la Ligue des champions.
La compétition est remplacée par la Coupe d'Amérique centrale de la CONCACAF, à partir de 2023,.

## Format
Le format de la compétition depuis 2019 se présente comme suit :
Les participants à la compétition s'affrontent lors des huitièmes de finale lors de rencontres aller-retour. En cas d'égalité au terme des deux rencontres, la victoire est décernée selon les règles suivantes : cumul des buts marqués à l'extérieur puis le cas échéant prolongations lors du match retour et enfin si aucun nouveau but n'y est inscrit, séance de tirs au but. Les vainqueurs s'affrontent ensuite lors des quarts de finale, des demi-finales puis de la finale toujours selon le même principe.

## Palmarès
| Édition | Vainqueur          | Finaliste          | Score     | Notes                                    |
| 2017    | CD Olimpia         | SD Santos          | 0-1 / 1-0 | Le CD Olimpia s'impose 4 tirs au but à 1 |
| 2018    | CS Herediano       | CD Motagua         | 2-0 / 1-2 |                                          |
| 2019    | Deportivo Saprissa | CD Motagua         | 1-0 / 0-0 |                                          |
| 2020    | LD Alajuelense     | Deportivo Saprissa | 3-2       | Finale jouée sur une seule rencontre     |
| 2021    | Comunicaciones FC  | FC Motagua         | 2-1 / 4-2 |                                          |
| 2022    | CD Olimpia         | LD Alajuelense     | 3-2 / 2-2 |                                          |

## Bilan
| Équipe             | Victoires        |
| CD Olimpia         | 2 (2017 et 2022) |
| CS Herediano       | 1 (2018)         |
| Deportivo Saprissa | 1 (2019)         |
| LD Alajuelense     | 1 (2020)         |
| Comunicaciones FC  | 1 (2021)         |

| Nation     | Victoires |
| Costa Rica | 3         |
| Honduras   | 2         |
| Guatemala  | 1         |